# Цитохром c
Цитохроми c (англ. cytochrome complex, cyt c) — протеїн класу цитохром, що містить у своєму складі гем типу c, внаслідок чого утворює ковалентний зв'язок з білком через посередництво молекул цистеїну (Cys-14 и Cys-17). Цитохром с бере участь у регуляції апоптозу.
Цитохром c — невеликий білок з молекулярною вагою 12 кДа. Цитохром c синтезується в цитоплазмі у вигляді неактивного апоцитохрому, після чого транспортуєтся в міжмембранний простір мітохондрій, де до нього приєднується гем.